# Aulacoserica tomentosa
Aulacoserica tomentosa är en skalbaggsart som beskrevs av Frey 1966. Aulacoserica tomentosa ingår i släktet Aulacoserica och familjen Melolonthidae. Inga underarter finns listade.